# MTV Movie & TV Awards 2019
MTV Movie & TV Awards 2019 — 28-я церемония вручения кино- и теленаград канала MTV за 2018 год состоялась 17 июня 2019 года в Barker Hangar Санта-Моника (Калифорния). Номинанты были объявлены 14 мая 2019 года. Ведущим церемонии выступил актёр Закари Ливай.
В этом году были добавлены три новые категории: «Лучшее реалити-шоу» (Best Reality Royalty), «Самый запоминающийся момент» (Best Meme-able Moment) и «Лучший герой в реальной жизни» (Best Real-Life Hero).

## Список лауреатов и номинантов
• Лауреаты указаны первыми и выделены отдельным цветом. 
| Категории                                                           | Лауреаты и номинанты                                                                               |
| ------------------------------------------------------------------- | -------------------------------------------------------------------------------------------------- |
| Лучший фильм (Best Movie)                                           | • Мстители: Финал / Avengers: Endgame                                                              |
| Лучший фильм (Best Movie)                                           | • Чёрный клановец / BlacKkKlansman                                                                 |
| Лучший фильм (Best Movie)                                           | • Человек-паук: Через вселенные / Spider-Man: Into the Spider-Verse                                |
| Лучший фильм (Best Movie)                                           | • Всем парням, которых я любила раньше / To All the Boys I’ve Loved Before                         |
| Лучший фильм (Best Movie)                                           | • Мы / Us                                                                                          |
| Лучшее шоу (Best Show)                                              | • Игра престолов / Game of Thrones                                                                 |
| Лучшее шоу (Best Show)                                              | • Большой рот / Big Mouth                                                                          |
| Лучшее шоу (Best Show)                                              | • Ривердейл / Riverdale                                                                            |
| Лучшее шоу (Best Show)                                              | • Шиттс Крик / Schitt’s Creek                                                                      |
| Лучшее шоу (Best Show)                                              | • Призраки дома на холме / The Haunting of Hill House                                              |
| Лучший актёр или актриса в кинофильме (Best Performance in a Movie) | • Леди Гага (Элли) — «Звезда родилась»                                                             |
| Лучший актёр или актриса в кинофильме (Best Performance in a Movie) | • Амандла Стенберг (Старр Картер) — «Чужая ненависть»                                              |
| Лучший актёр или актриса в кинофильме (Best Performance in a Movie) | • Лупита Нионго (Ред) — «Мы»                                                                       |
| Лучший актёр или актриса в кинофильме (Best Performance in a Movie) | • Рами Малек (Фредди Меркьюри) — «Богемская рапсодия»                                              |
| Лучший актёр или актриса в кинофильме (Best Performance in a Movie) | • Сандра Буллок (Мэлори) — «Птичий короб»                                                          |
| Лучший актёр или актриса на ТВ (Best Performance in a Show)         | • Элизабет Мосс (Джун Осборн/Оффред) — «Рассказ служанки»                                          |
| Лучший актёр или актриса на ТВ (Best Performance in a Show)         | • Эмилия Кларк (Дейенерис Таргариен) — «Игра престолов»                                            |
| Лучший актёр или актриса на ТВ (Best Performance in a Show)         | • Джина Родригес (Джейн Виллануэва) — «Девственница Джейн»                                         |
| Лучший актёр или актриса на ТВ (Best Performance in a Show)         | • Джейсон Митчелл (Брэндон) — «Чи»                                                                 |
| Лучший актёр или актриса на ТВ (Best Performance in a Show)         | • Кирнан Шипка (Сабрина Спеллман) — «Леденящие душу приключения Сабрины»                           |
| Лучшая комедийная роль (Best Comedic Performance)                   | • Дэн Леви (Дэвид Роуз) — «Шиттс Крик»                                                             |
| Лучшая комедийная роль (Best Comedic Performance)                   | • Аквафина (Го Пек Лин) — «Безумно богатые азиаты»                                                 |
| Лучшая комедийная роль (Best Comedic Performance)                   | • Джон Малейни (Эндрю Глуберман) — «Большой рот»                                                   |
| Лучшая комедийная роль (Best Comedic Performance)                   | • Марсэй Мартин (Мелкая Джордан Сандерс) — «Мелкая» (англ.)                                        |
| Лучшая комедийная роль (Best Comedic Performance)                   | • Закари Ливай (Билли Бэтсон/Шазам) — «Шазам!»                                                     |
| Лучший герой (Best Hero)                                            | • Роберт Дауни мл. (Тони Старк/Железный человек) — «Мстители: Финал»                               |
| Лучший герой (Best Hero)                                            | • Бри Ларсон (Кэрол Дэнверс/Капитан Марвел) — «Капитан Марвел»                                     |
| Лучший герой (Best Hero)                                            | • Джон Дэвид Вашингтон (Рон Сталворт) — «Чёрный клановец»                                          |
| Лучший герой (Best Hero)                                            | • Мэйси Уильямс (Арья Старк) — «Игра престолов»                                                    |
| Лучший герой (Best Hero)                                            | • Закари Ливай (Билли Бэтсон/Шазам) — «Шазам!»                                                     |
| Лучший злодей (Best Villain)                                        | • Джош Бролин (Танос) — «Мстители: Финал»                                                          |
| Лучший злодей (Best Villain)                                        | • Джоди Комер (Вилланель) — «Убивая Еву»                                                           |
| Лучший злодей (Best Villain)                                        | • Джозеф Файнс (командор Фред Уотерфорд) — «Рассказ служанки»                                      |
| Лучший злодей (Best Villain)                                        | • Лупита Нионго (Ред) — «Мы»                                                                       |
| Лучший злодей (Best Villain)                                        | • Пенн Бэджли (Джо Голдберг) — «Ты»                                                                |
| Лучший поцелуй (Best Kiss)                                          | • Ной Сентинео и Лана Кондор (Питер Кавински и Лара Джин) — «Всем парням, которых я любила раньше» |
| Лучший поцелуй (Best Kiss)                                          | • Камила Мендес и Чарльз Мелтон (Вероника Лодж и Реджи Мантла) — «Ривердейл»                       |
| Лучший поцелуй (Best Kiss)                                          | • Джейсон Момоа и Эмбер Хёрд (Аквамен и Мера) — «Аквамен»                                          |
| Лучший поцелуй (Best Kiss)                                          | • Нкути Гатва и Коннор Суинделлс (Эрик Эфьонг и Адам Грофф) — «Половое воспитание»                 |
| Лучший поцелуй (Best Kiss)                                          | • Том Харди и Мишель Уильямс (Эдди Брок/Веном м Энн Вейинг) — «Веном»                              |
| Лучший герой в реальной жизни (Best Real-Life Hero)                 | • Рут Бейдер Гинзбург — «РБГ» (англ.)                                                              |
| Лучший герой в реальной жизни (Best Real-Life Hero)                 | • Алекс Хоннольд — «Фри-соло»                                                                      |
| Лучший герой в реальной жизни (Best Real-Life Hero)                 | • Ханна Гэдсби — «Нанетт» (англ.)                                                                  |
| Лучший герой в реальной жизни (Best Real-Life Hero)                 | • Роман Рейнс — «WWE SmackDown»                                                                    |
| Лучший герой в реальной жизни (Best Real-Life Hero)                 | • Серена Уильямс — «Being Serena»                                                                  |
| Лучший бой (Best Fight)                                             | • Бри Ларсон (Капитан Марвел) против Джеммы Чан (Минн-Эрва) — «Капитан Марвел»                     |
| Лучший бой (Best Fight)                                             | • Крис Эванс (Капитан Америка) против Джоша Бролина (Танос) — «Мстители: Финал»                    |
| Лучший бой (Best Fight)                                             | • Мэйси Уильямс (Арья Старк) против Белых Ходоков — «Игра престолов»                               |
| Лучший бой (Best Fight)                                             | • Рут Бейдер Гинзбург против неравенства — «РБГ»                                                   |
| Лучший бой (Best Fight)                                             | • Бекки Линч против Ронды Раузи против Шарлотт Флэр — «Рестлмания 35»                              |
| Прорыв года (Breakthrough Performance)                              | • Ной Сентинео (Питер Кавински) — «Всем парням, которых я любила раньше»                           |
| Прорыв года (Breakthrough Performance)                              | • Аквафина (Го Пек Лин) — «Безумно богатые азиаты»                                                 |
| Прорыв года (Breakthrough Performance)                              | • Хейли Лу Ричардсон (Стелла) — «В метре друг от друга»                                            |
| Прорыв года (Breakthrough Performance)                              | • Эмджей Родригес (Бланка Родригес) — «Поза»                                                       |
| Прорыв года (Breakthrough Performance)                              | • Нкути Гатва (Эрик Эфьонг) — «Половое воспитание»                                                 |
| Самый пугающий момент (Most Frightened Performance)                 | • Сандра Буллок (Мэлори) — «Птичий короб»                                                          |
| Самый пугающий момент (Most Frightened Performance)                 | • Алекс Волфф (Питер) — «Реинкарнация»                                                             |
| Самый пугающий момент (Most Frightened Performance)                 | • Линда Карделлини (Анна Тейт-Гарсия) — «Проклятие плачущей»                                       |
| Самый пугающий момент (Most Frightened Performance)                 | • Риан Рис (Дана Хейнс) — «Хэллоуин»                                                               |
| Самый пугающий момент (Most Frightened Performance)                 | • Виктория Педретти (Нелл Крейн) — «Призраки дома на холме»                                        |
| Лучшее реалити-шоу (Best Reality Royalty)                           | • Love & Hip Hop: Atlanta                                                                          |
| Лучшее реалити-шоу (Best Reality Royalty)                           | • Jersey Shore: Family Vacation                                                                    |
| Лучшее реалити-шоу (Best Reality Royalty)                           | • Холостяк / The Bachelor                                                                          |
| Лучшее реалити-шоу (Best Reality Royalty)                           | • Алчные экстремалы / The Challenge                                                                |
| Лучшее реалити-шоу (Best Reality Royalty)                           | • Vanderpump Rules                                                                                 |
| Лучший документальный фильм (Best Documentary)                      | • Surviving R. Kelly                                                                               |
| Лучший документальный фильм (Best Documentary)                      | • At the Heart of Gold: Inside the USA Gymnastics Scandal                                          |
| Лучший документальный фильм (Best Documentary)                      | • Маккуин / McQueen                                                                                |
| Лучший документальный фильм (Best Documentary)                      | • Соберись перед прыжком / Minding the Gap                                                         |
| Лучший документальный фильм (Best Documentary)                      | • РБГ / RBG                                                                                        |
| Лучший ведущий (Best Host)                                          | • Ник Кэннон — «Wild 'n Out»                                                                       |
| Лучший ведущий (Best Host)                                          | • Гэйл Кинг — «Сегодня утром» (англ.)                                                              |
| Лучший ведущий (Best Host)                                          | • Ник Кэннон — «Певец в маске»                                                                     |
| Лучший ведущий (Best Host)                                          | • Ру Пол — «Королевские гонки Ру Пола»                                                             |
| Лучший ведущий (Best Host)                                          | • Тревор Ной — «Ежедневное шоу»                                                                    |
| Самый запоминающийся момент (Best Meme-able Moment)                 | • «Холостяк» — Колтон Андервуд прыгает через забор                                                 |
| Самый запоминающийся момент (Best Meme-able Moment)                 | • «Lindsay Lohan’s Beach Club» — танец Лило                                                        |
| Самый запоминающийся момент (Best Meme-able Moment)                 | • «Love & Hip Hop: Hollywood» — шляпа Рея Джея                                                     |
| Самый запоминающийся момент (Best Meme-able Moment)                 | • «РБГ» — The Notorious RBG                                                                        |
| Самый запоминающийся момент (Best Meme-able Moment)                 | • «Королевские гонки Ру Пола» — Asia O’Hara’s butterfly finale fail                                |
| Лучший музыкальный момент (Best Musical Moment)                     | • Shallow — «Звезда родилась»                                                                      |
| Лучший музыкальный момент (Best Musical Moment)                     | • Концерт «Live Aid» — «Богемская рапсодия»                                                        |
| Лучший музыкальный момент (Best Musical Moment)                     | • Just a Girl — «Капитан Марвел»                                                                   |
| Лучший музыкальный момент (Best Musical Moment)                     | • Masquerade — «Леденящие душу приключения Сабрины»                                                |
| Лучший музыкальный момент (Best Musical Moment)                     | • Look At That Butt — «На районе» (англ.)                                                          |
| Лучший музыкальный момент (Best Musical Moment)                     | • Seventeen — «Ривердейл»                                                                          |
| Лучший музыкальный момент (Best Musical Moment)                     | • Sunflower — «Человек-паук: Через вселенные»                                                      |
| Лучший музыкальный момент (Best Musical Moment)                     | • I Think We’re Alone Now — «Академия Амбрелла»                                                    |

### Специальные награды
- Признание поколения (MTV Generation Award) — Дуэйн Джонсон[3]
- Trailblazer Award — Джада Пинкетт-Смит[4]